# Beatrice Adelizzi
Beatrice Adelizzi, née le 11 novembre 1988 à Monza, est une nageuse synchronisée italienne.

## Carrière
Beatrice Adelizzi dispute les Jeux olympiques de 2008 en duo avec Giulia Lapi ; elles terminent septième de la finale. Aux Championnats d'Europe de natation 2008, elle est médaillée de bronze en solo et médaillée d'argent en duo avec Giulia Lapi.
Elle remporte la médaille de bronze en solo libre aux Championnats du monde de natation 2009.